# Тиберій Юлій Цельс
Тиберій Юлій Цельс (лат. Tiberius Iulius Celsus Polemaeanus, 45 — 120) — державний та військовий діяч Римської імперії, консул-суффект 92 року.

## Життєпис
Походив з роду вершників Юліїв, його гілки Цельсів. Народився у місті Сарди. У 68—69 роках був військовим трибуном III Кіренаїкського легіону. У 69 році перейшов на бік Веспасіана, перебравшись до Александрії Єгипетської. Після перемоги Веспасіан увів Цельса до сенату та надав посаду adlectio inter aedilicios (дорівнювалося едилу). У 70 році Цельс став претором.
У 80 році Цельса призначено легатом IV Скіфського легіону у Сирії. З 84 до 85 року він на посаді проконсула керував провінціями Віфінія й Понт, а з 89 до 91 року як імператорський легат-пропретор — провінцією Кілікією.
У 92 році Тиберій Юлій Цельс став консулом-суффектом разом з Луцієм Стерцинієм Авітом. З 93 до 95 року був куратором громадських будівель. Зі 106 по 107 роки як проконсул керував провінцією Азія. Став членом колегії квіндецемвірів.
Цельс помер близько 120 року.
У 114—117 роках на честь Тиберія Юлія Цельса його син звів у Ефесі Бібліотеку Цельса.

## Родина
- Син — Тиберій Юлій Аквіла Полемен, консул-суффект 110 року
- Донька — Юлія Квінтілія Ісавріка